# Volvo LV60
Volvo LV60 — среднетоннажный грузовой автомобиль, выпускавшийся шведским автопроизводителем Volvo Trucks в 1929—1932 годах.

## История
Компания Volvo Trucks смирилась с тем, что первый четырёхцилиндровый двигатель собственного производства недостаточно мощный, после чего началось производство шестицилиндровых двигателей собственного производства. Автомобиль Volvo LV60 был представлен летом 1929 года. Представляет собой автомобиль, очень похожий на Volvo LV2, но с более мощным двигателем и четырёхступенчатой трансмиссией.

## Двигатели
| Модель  | Годы производства | Двигатель       | Объём    | Мощность          | Тип                                       |
| ------- | ----------------- | --------------- | -------- | ----------------- | ----------------------------------------- |
| LV60-65 | 1929—1931         | Volvo DB: I6 sv | 3010 см3 | 55 л. с. (41 кВт) | Бензиновый двигатель внутреннего сгорания |
| LV60-65 | 1932              | Volvo EB: I6 sv | 3366 см3 | 65 л. с. (48 кВт) | Бензиновый двигатель внутреннего сгорания |

## Галерея

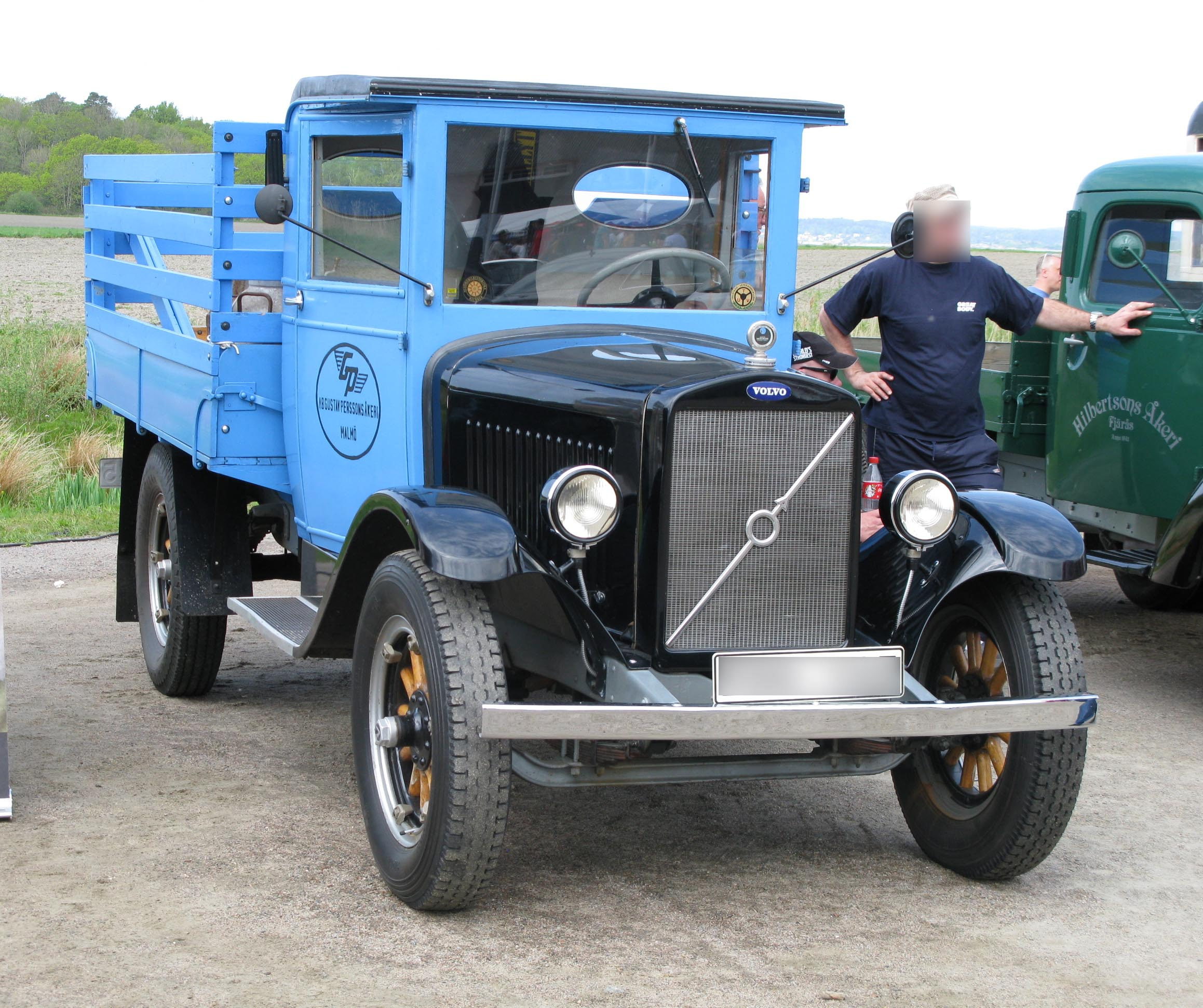
Volvo LV60
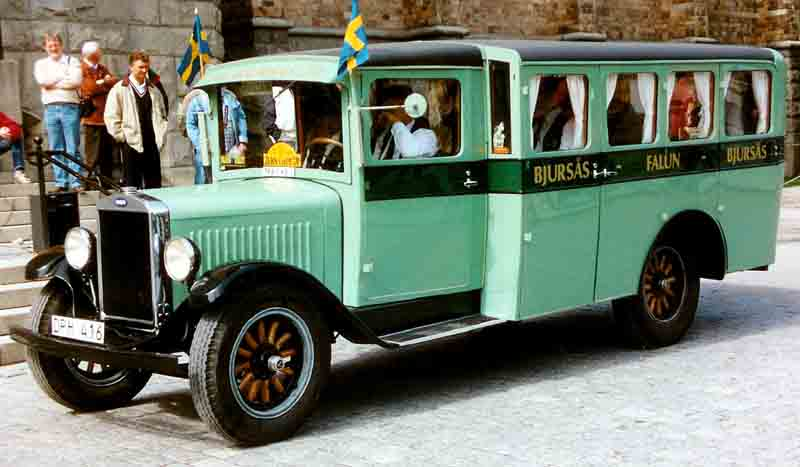
Автобус Volvo LV61